# Särkilax kapell

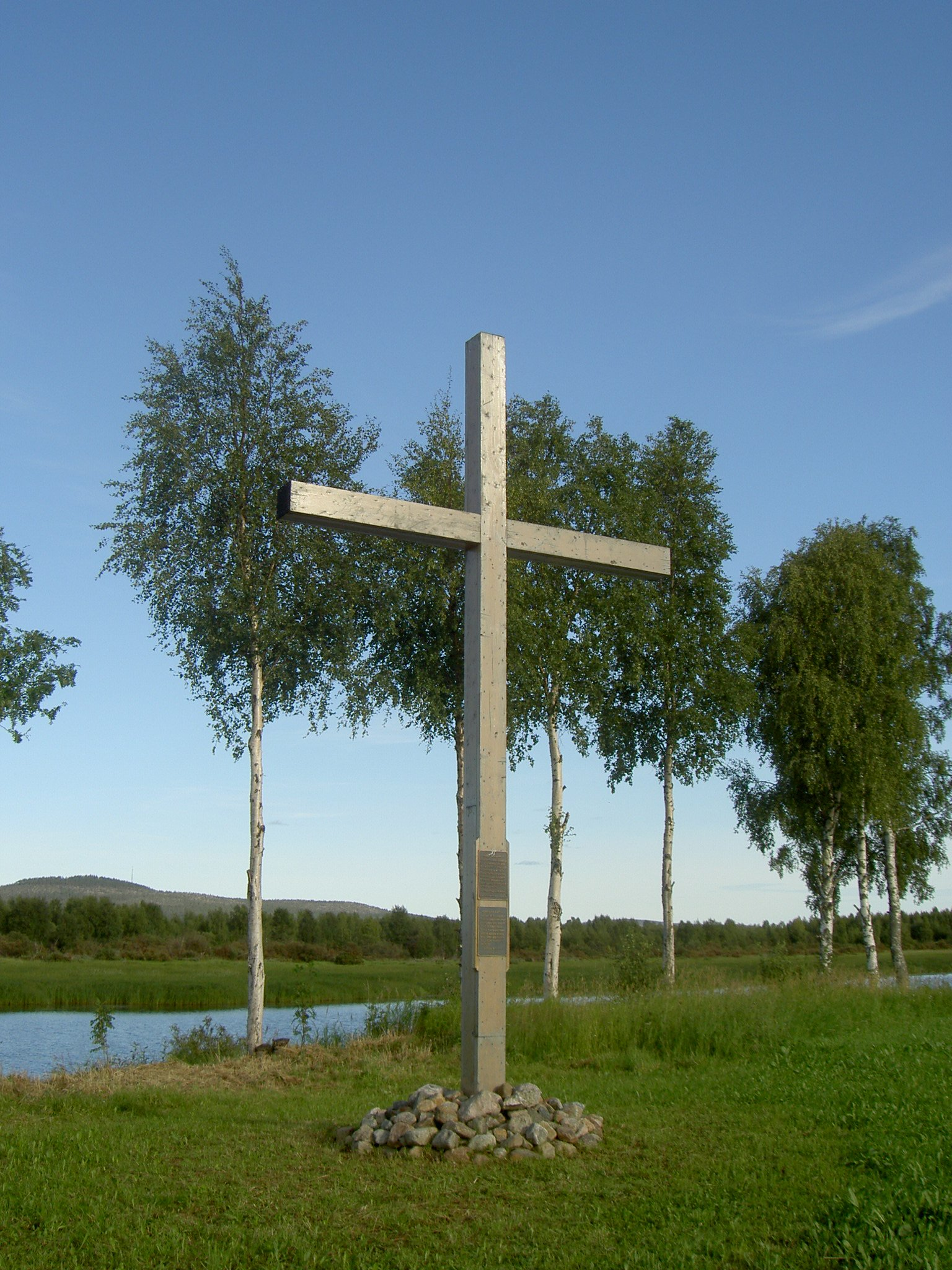
Särkilax minneskors vid lågvatten. Till vänster ses berget Aavasaksa. Korset finns vid riksväg 99 mellan Övertorneå och Kuivakangas.

Särkilax kapell eller Särkilax kyrka var Sveriges nordligaste medeltidskyrka. Kapellet stod vid stranden av Torne älv i Kuivakangas strax norr om Övertorneå. Särkilax kapell stod vid älvstranden så att besökarna lätt skulle ta sig dit med båt. Läget är numera markerat med ett stort träkors och en minnesplakett. 
Kapellet uppfördes under 1400-talet och var i början av 1600-talet förfallet och spolades bort i en vårflod 1617. Särkilax kapell var helgat åt aposteln Andreas.

## Historik
Det finns inga uppgifter om byggnadsår. Kapellet omnämns första gången i skriftliga källor 1482 i ett förläningsbrev till ärkebiskop Jakob Ulfsson, och antas ha uppförts under dennes episkopat, det vill säga under andra halvan av 1400-talet. Under 1600-talet hade träbyggnaden förfallit på grund av bristande underhåll och det ogynnsamma läget på älvstranden. I en berättelse till kungen 1606 konstaterar kommissarien Daniel Hjort att kyrkan ligger "sijdt och olägiligt för vathen skull, begynner suårt bliffue nedrutten", det vill säga "låglänt och utsatt för vatten och börjar bli svårt rötskadad". År 1617 mötte Särkilax kapell sitt öde i form av en ovanligt kraftig vårflod som slet med sig hela byggnaden som i stort sett i ett stycke kom att landa någon mil söderut där den bröts sönder av ismassorna. Kort efter vårfloden uppfördes en ny kyrka på säkrare plats, vid foten av berget Särkivaara i Matarengi (nuvarande Övertorneå) ett par kilometer söderut.

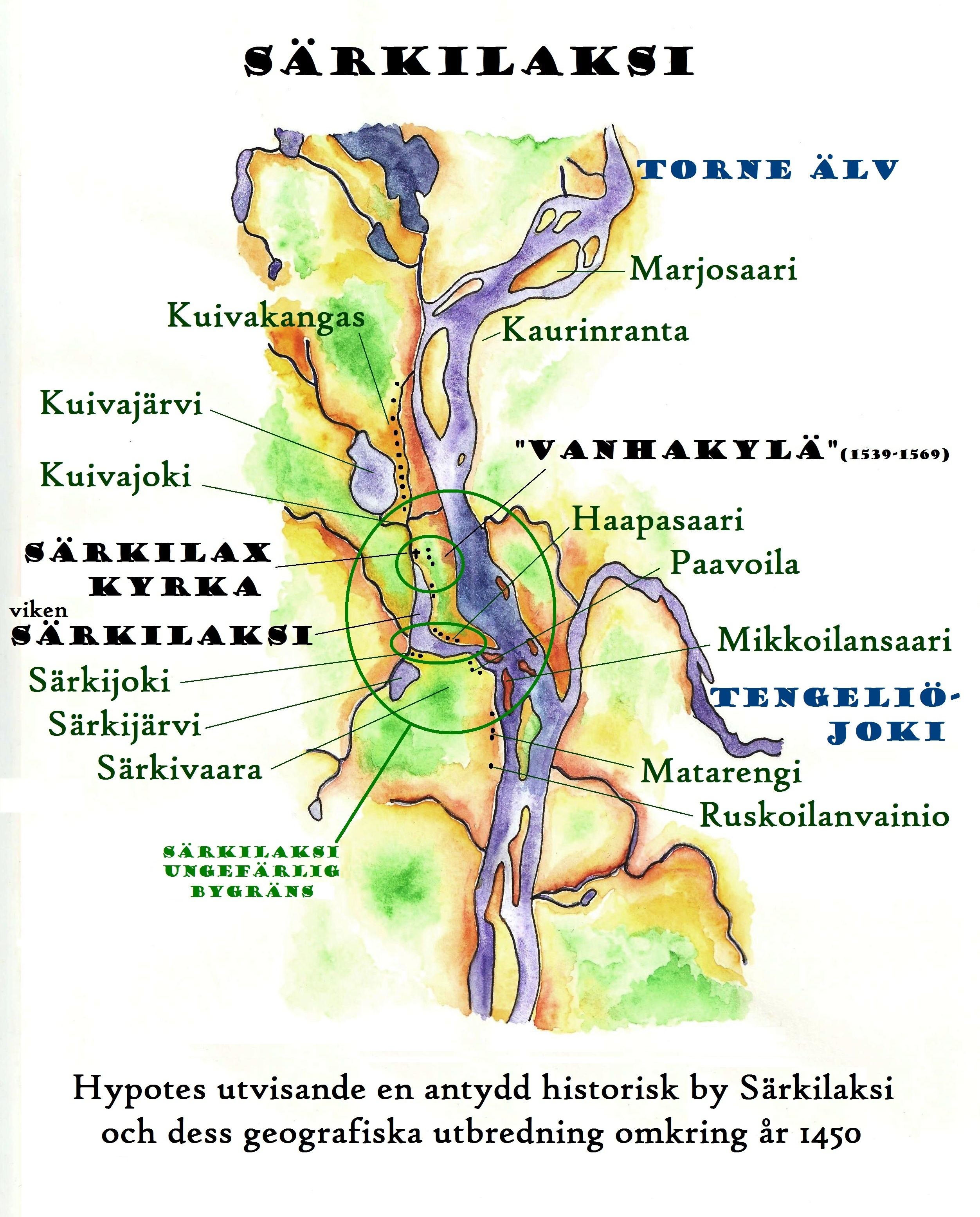
Hypotes utvisande en antydd historisk by Särkilaksi med kyrka och dess geografiska utbredning omkring år 1450. Kartan finns även i boken 1617 – Övertorneå storsocken under en dramatisk tid. Om folket, en kyrka och en vårflod. Ett fruset ögonblick i historien (utgiven 2017; sida 306).

Kring platsen för kapellet fanns redan under sent 1400-tal och tidigt 1500-tal flera fasta bosättningar, vilka enligt historikern Sture Torikka (2017) rimligen bör efter platsens natur ha benämnts Särkilaksi (äldre form av Särkilahti med betydelsen mörtviken.). Torikka menar att byn Särkilaksi omfattade bebyggelsen kring kyrkan men att denna bys yttre bebyggelse delas upp någon gång innan år 1539 i de senare tillkomna byarna Haapakylä, Matarengi och Mikkolansaari. Den kvarvarande delen av Särkilaksi menar Torikka utgjordes av den historiska byn Vanhakylä (finskt namn betydande Gamla byn). Vanhakylä redovisas som egen by 1539–1569, men efter detta datum tillhör gårdarna andra byar.

## Kyrkobyggnaden
Det finns inga kända bilder bevarade av Särkilax kapell. Riksantikvarie Johannes Bureus besökte Särkilax år 1600 och lämnade anteckningar om kapellets utseende. Bureus skriver bland annat att kyrkan hade tre altare och många beläten. Landsantikvarie Hans Beskow ansåg att kapellet var uppförd i gotisk stil med ett högt och brant tak och i enlighet med den medeltida planformen som innebar ett brett långhus och ett smalt och betydligt lägre kor, det vill säga i stort sett efter samma mönster som Gråträsks kapell.

## Inventarier
Bland kapellets inventarier fanns en samling medeltida träskulpturer som sannolikt donerats av ärkebiskop Jakob Ulvsson. Dessa återfanns och finns idag att beskåda i Övertorneå kyrka. Det ovanligaste föremålet är en så kallad skåpmadonna, mantelmadonna eller skrinmadonna, en madonnabild vars mantel kan vikas ut som ett skåp. Inne i skåpet hittas en traditionell gudsbild som utgörs av en gammal man med vitt skägg omgiven av tillbedjande som sökte skydd under madonnans mantel. Det finns ytterligare bara en sådan i Sverige, i Misterhults kyrka.
Traditionen berättar att även kyrkklockan återfanns kort efter vårfloden och sattes upp på den nya kyrkplatsen i Matarengi varifrån den bortrövades vid ett ryskt plundringståg vintern 1716–1717. Traditionsuppgiften tycks dock vara en vandringssägen som inte har stöd i bevarade källor. Ännu 40 år efter vårfloden beklagade sig nämligen sockenmännen över att klockan som försvann inte hade återfunnits.

## Det nya kapellet

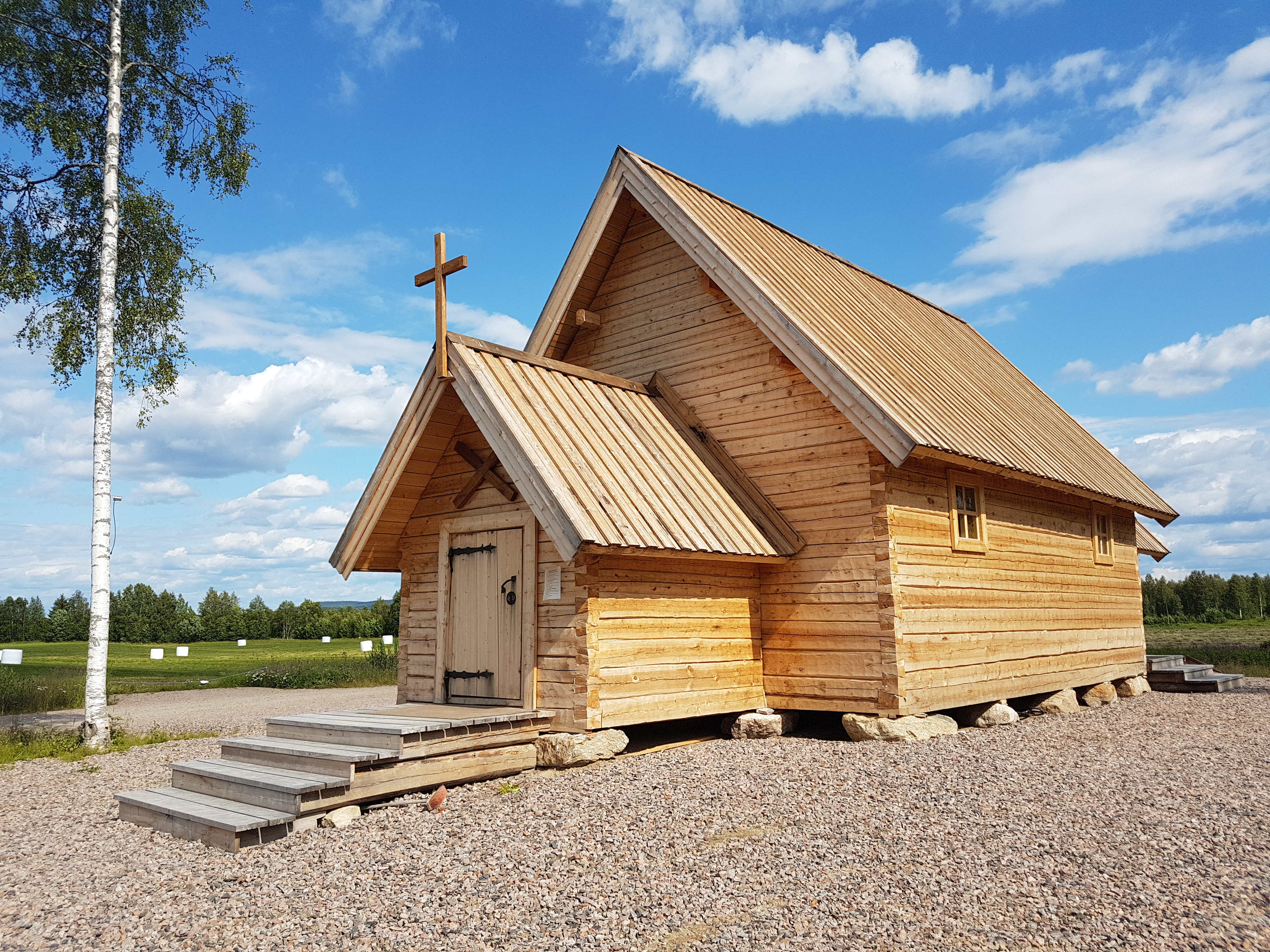
Särkilax nya kapell

År 2017 bildades föreningen Särkilax kyrkas vänner och projekt Särkilax 400 år med målet att bygga en kopia av det medeltida kapellet. Det gick inte att uppbringa ritningar för det ursprungliga kapellet, varför den nya byggnaden utformades med andra kyrkobyggnader från samma tid som förebilder. I juli 2018 stod kapellet klart och invigdes. Kyrkobyggnaden konsekrerades av biskopen i Luleå stift Åsa Nyström, kyrkoherden i Övertorneå församling Simo Rundgren, den ortodoxe prästen Bengt Pohjanen och kardinal Anders Arborelius, 
Det nya kapellet finns vid 66°24′29.6″N 23°37′27.5″Ö / 66.408222°N 23.624306°Ö